# Visalia (Califòrnia)
Visalia és una població dels Estats Units a l'estat de Califòrnia. Segons el cens del 2009 tenia 125.921 habitants.

## Demografia
Segons el cens del 2000, Visalia tenia 102.000 habitants, 30.883 habitatges, i 22.915 famílies. La densitat de població era de 1.237 habitants/km².
Per edats la població es repartia de la següent manera: un 31,3% tenia menys de 18 anys, un 9,6% entre 18 i 24, un 28,5% entre 25 i 44, un 19,7% de 45 a 60 i un 10,9% 65 anys o més.
L'edat mediana era de 32 anys. Per cada 100 dones de 18 o més anys hi havia 88,9 homes.
La renda mediana per habitatge era de 41.349 $ i la renda mediana per família de 45.830 $. Els homes tenien una renda mediana de 36.670 $ mentre que les dones 26.717 $. La renda per capita de la població era de 18.422 $. Entorn del 12,9% de les famílies i el 16,8% de la població estaven per davall del llindar de pobresa.

## Poblacions més properes
El següent diagrama mostra les poblacions més properes.

## Filla il·lustres
- Robert B. Laughlin (1950 -) físic, Premi Nobel de Física de l'any 1998.